# Càntut
Càntut. Cançons de tradició oral és un projecte que aplega i dinamitza el patrimoni musical de transmissió oral de les comarques gironines, i consta de tres vessants: el cançoner, amb cançons recollides per caçadors de cançons i cantades per avis i àvies; el festival, que es duu a terme durant la tardor a Cassà de la Selva amb l'objectiu de fer viure aquests repertoris, i les produccions, projectes amb vida pròpia que enllacen la tradició oral amb l'actualitat.
La iniciativa va néixer a partir de la idea d'Albert Massip que, l'any 2012, crea el blog Cançons i músiques dels avis amb la intenció d'anar recollint gravacions de cançons que recordava la gent més gran del seu entorn. L'any 2016 el projecte suma esforços amb l'empresa de gestió cultural Alter Sinergies i, amb el nom de Càntut (forma col·loquial gironina de la primera persona del singular del verb cantar), es converteix en el cançoner en línia i neix la primera edició del festival i la primera producció pròpia. L'any 2022, el projecte rep un dels Premis Nacionals de Cultura 2022, així com el Premi Alícia 2022 (millor projecte social) i un primer accèssit als II Premis Els Temps de les Arts. El 2023 el Càntut va ser guardonat amb el premi Mosca Grossa del Col·legi de Periodistes de Girona i amb el XXI Premi ARC a la Millor Programació de Festival i/o Cicle de Concerts de Petit Format.

## El cançoner
Arxiu audiovisual i participatiu obert a tothom que pretén recollir música i cançons apreses oralment per la gent més gran de les comarques gironines. Actualment el cançoner en línia recull més de 2.000 enregistraments que han estat recopilats per més d'un centenar de caçadors i caçadores de cançons. L'arxiu recull les cançons de cap a 400 cantadors i sonadors d'instruments de cent poblacions de les comarques gironines. Les cançons que s'hi poden escoltar engloben 46 temàtiques diferents, entre les quals: cantarelles infantils i d'escola, cançons narratives, picaresques, de bressol, de taverna, d'amor, d'origen improvisat, teatrals, polítiques, religioses, músiques de ball...
Qualsevol persona pot col·laborar en aquesta part del projecte, cantant alguna cançó de tradició oral que no estigui recollida en el cançoner o fent arribar gravacions antigues a l'adreça cantut@cantut.cat.

## El festival
El Festival Càntut se celebra anualment durant la tardor a Cassà de la Selva i el seu objectiu és donar vida al cançoner en línia i a la música de tradició oral, així com obrir i facilitar el coneixement d'aquest repertori a nous músics i nous públics. El festival pretén donar a conèixer persones, músics, grups, entitats i col·lectius que treballin per divulgar el patrimoni musical tradicional dels Països Catalans. També vol recuperar vells espais i crear-ne de nous perquè sigui possible cantar en comunitat. Fins a dia d'avui, s'han realitzat vuit edicions del Festival Càntut a Cassà de la Selva.

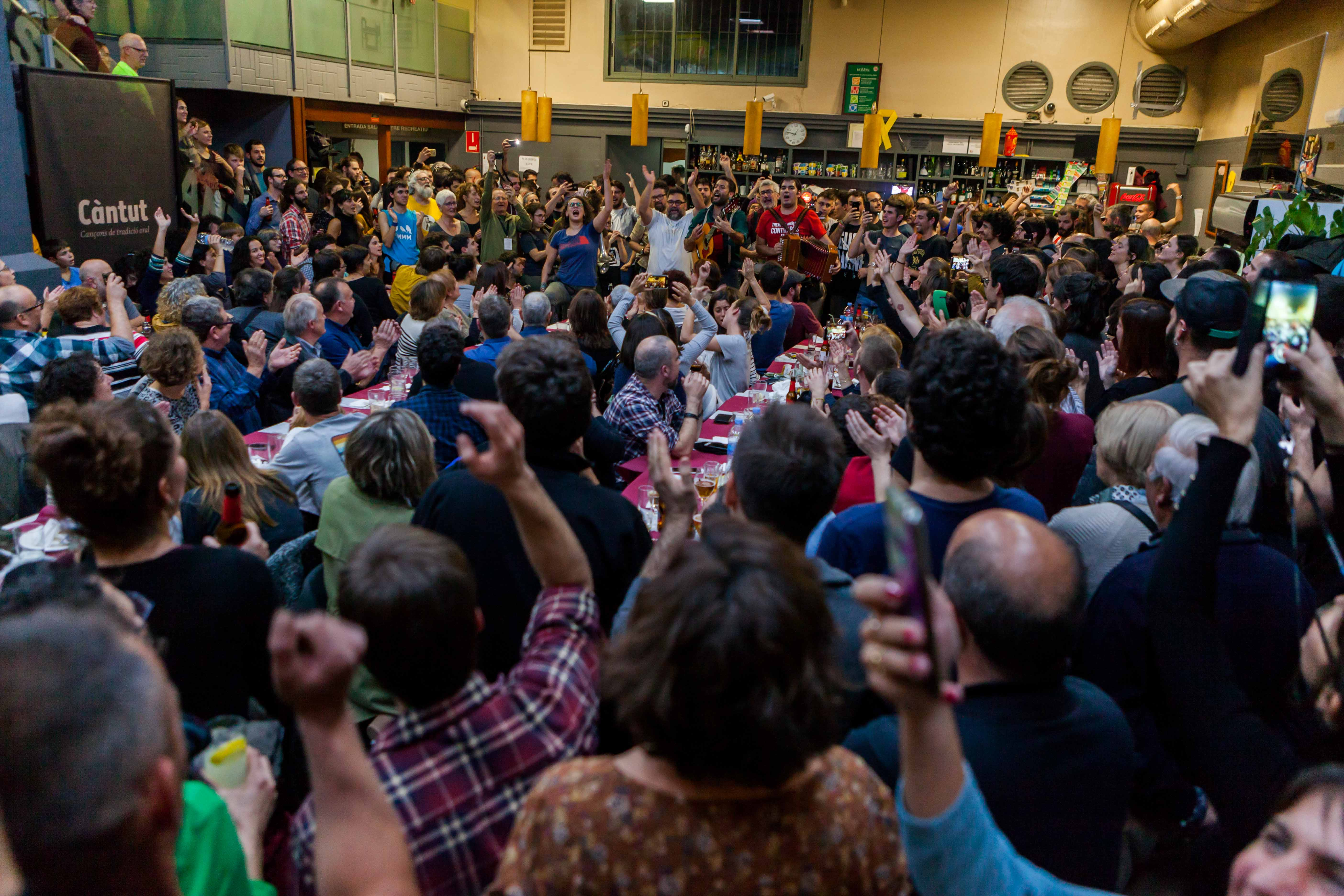
La trobada del Càntut al bar centra cada edició del festival

- Primera edició. Del 18 al 20 de novembre de 2016. Va comptar amb una vintena de propostes, de les quals vuit van ser espectacles musicals, tres al carrer, dos tallers, dues exposicions, documentals i un dinar de cantadors. Entre els artistes destacats hi va haver la presentació del disc Càntut de Carles Belda i Sanjosex, Maria Arnal i Marcel Bagés, Roba Estesa i Jaume Arnella i Ferran Martínez, entre d'altres.
- Segona edició. Del 17 al 19 de novembre de 2017. Va comptar amb sis concerts, quatre espectacles de carrer, tres tallers i una exposició. Roger Mas, Joana Gomila, Miquel Gil i Pep Gimeno van ser alguns dels artistes destacats.[5][6]
- Tercera edició. Del 16 al 18 de novembre de 2018. Va oferir més de quinze propostes: deu concerts, una exposició, una projecció audiovisual, un taller, una xerrada i diverses actuacions al carrer. La Cobla Catalana dels Sons Esencials, Arnau Tordera i Magí Canyelles, Balkan Paradise Orchestra i Jaume Arnella i Jordi Fàbregas van ser alguns dels artistes que van formar-ne part.[7][8][9]
- Quarta edició. Del 15 al 17 de novembre de 2019. Va comptar amb més de vint activitats entre actuacions musicals, exposicions, espectacles de carrer, tallers i presentacions de llibres. Alguns dels artistes més destacats van ser Miquel Gil, Paula Grande i Anna Ferrer, Arnau Obiols i Tarta Relena, entre d'altres.[10][11][12]
- Cinquena edició. Del 19 al 21 de novembre de 2021. Havia de tenir lloc durant la tardor del 2020, però es va posposar al mes de novembre de 2021 a causa de la crisi sanitària causada per la Covid-19.[13] La cinquena edició va tenir lloc el mes de novembre de 2021 i va oferir una vintena de propostes, amb espectacles, actuacions musicals, exposicions, projeccions de documentals i una taula rodona. Mayalde, Marala, Fetus i Jaume Arnella, Artur Blasco, Reggae per xics i Paula Grande i Anna Ferrer són alguns dels artistes que hi van participar.
- Sisena edició. Del 18 al 20 de novembre de 2022. Va comptar amb vint-i-cinc activitats entre actuacions musicals, exposicions, espectacles de carrer, tallers i xerrades. Alguns dels artistes més destacats van ser Alba Careta i Santi Careta, Anna Ferrer, El Pony Pisador, La Ludwig Band, Artur Blasco i Arnau Obiols, Pep Gimeno Botifarra o Jaume Arnella i Biel Majoral. Coincidint amb la celebració del centenari de l'Obra del Cançoner Popular de Catalunya, el festival va comptar amb diverses exposicions i xerrades temàtiques a càrrec de Jaume Ayats, Salvador Rabés i Jordi Tomàs.
- Setena edició. Del 17 al 19 de novembre de 2023. Va comptar amb amb vint-i-quatre activitats entre actuacions musicals, àpats per cantar, espectacles de carrer, tallers i xerrades. Alguns dels artistes més destacats van ser Alba Careta i Henrio, Carles Belda i Sanjosex, Eliseo Parra, els Esquirols, Sol i Serena o Alidé Sans. El festival va tornar a comptar amb col·laboradors habituals, com l'etnomusicòleg Jaume Ayats i el cantautor Jaume Arnella. També hi van participar Quim Carandell (cantant i compostior de La Ludwig Band) i Joan Garriga.
- Vuitena edició. Del 15 al 17 de novembre de 2024. Va comptar amb una trentena d'activitats entre exposicions, actuacions musicals, espectacles teatrals, àpats per cantar, cercaviles i xerrades. Alguns dels artistes més destacats van ser Marina Rossell, Artur Blasco, Quico el Célio, el Noi i el mut de Ferreries o Cocanha. El festival va comptar amb nombroses xerrades i presentacions de llibres, amb la presència d'habituals de l'escena com l'etnomusicòleg Jaume Aiats o el músic Marcel Casellas. També hi van participar diversos membres del grup Follim Follam, a qui es va retre homenatge, i es va presentar l'exposició "Cantàvem, cantem... i cantarem!", una coproducció de Càntut amb la col·laboració Departament de Cultura de la Generalitat de Catalunya sobre el fet de cantar.
- Novena edició. En preparació. La novena edició del festival tindrà lloc el novembre de 2025.

## Les produccions pròpies
Les produccions del projecte Càntut neixen amb l'objectiu de crear propostes amb vida pròpia que enllacin la tradició oral amb l'actualitat, des d'exposicions fins a discs i espectacles, passant per tallers i cursos ideats especialment pel Càntut que busquen potenciar i difondre la cançó de tradició oral
- 2016. Càntut, de Belda & Sanjosex. El 2016, Carles Sanjosé i Carles Belda s'uneixen per revisar les cançons de transmissió oral recollides al cançoner del Càntut. D'aquesta unió i de la coproducció de Bankrobber, en sorgeix el disc Càntut, de Belda & Sanjosex (Bankrobber, 2016),[14] amb una dotzena de cançons que, gràcies a la col·laboració de la violinista Coloma Bertran i el multiinstrumentista Jordi Casadesús, agafen una nova dimensió, amb un peu aferrat a la tradició i l'altre a l'avantguarda. Des de la seva publicació, el disc ha rebut diversos premis i s'ha pogut sentir arreu dels Països Catalans i al Shouson Theatre (HK Arts Centre) de Hong Kong, en una gira amb 50 concerts. Aquest treball va ser mereixedor del premi Teresa Rebull al millor projecte de producció musical en cultura popular i tradicional, convocat pel Departament de Cultura de la Generalitat de Catalunya i la Fira Mediterrània de Manresa, així com, ja l'any 2017, del Premi Enderrock de la crítica al millor disc de folk. També l'any 2017, el disc entra al top 20 de la World Music Charts Europe, la llista europea de músiques del món que escullen periodistes especialitzats d'arreu del continent.
- 2017. Exposició Pere Blanc de Beget. Considerat l'últim músic sense solfa del país, en Pere Sala (1917-1993) va ser-ne el més virtuós i representatiu. Amb el seu instrument a coll i anant a peu per pobles, ermites o masies, era un dels músics animadors de festes. L'exposició itinerant Peret Blanc de Beget, coproduïda amb l'Ésdansa, repassa i reivindica la seva figura com un dels agents cabdals per la dinamització cultural de pobles i veïnats fins als darrers anys del segle xx.
- 2018. Taller Santi Serratosa & Càntut. Curs de percussió corporal amb repertori del Càntut a càrrec del bateria i creador del Mètode SSM Santi Serratosa, coorganitzat amb l'AEMCAT (Associació d'Ensenyants de Música de Catalunya). Aquesta proposta neix amb la intenció de crear una sèrie de material didàctic partint de cançons populars i tradicionals aplegades al cançoner,[15] i del treball de la percussió corporal.
- 2019. Taller Carles Belda & Càntut. L'àmbit educatiu té un paper cabdal en la cadena de transmissió del nostre patrimoni musical. Amb aquest taller coorganitzat amb l'AEMCAT (Associació d'Ensenyants de Música de Catalunya), es vol oferir el repertori aplegat al web del Càntut, per tal que mestres i professors de músics puguin continuar transmetent aquestes cançons, si cal, adaptades. A través de la imitació, la memòria i l'oïda com a forma d'ensenyar-les, es proporcionen des de cuplets a sardanes i balls d'envelats, romanços antics, cançons de taverna, de Nadal i de bressol perquè es puguin treballar a l'aula.
- 2020. Vega, de Paula Grande i Anna Ferrer. Creat per Paula Grande i Anna Ferrer, Vega és un espectacle que recorre els diferents àmbits de la música popular i explora el rol de les dones en els últims dos segles a través de les lletres de les cançons del repertori tradicional de les comarques gironines. L'espectacle, que s'inspira en aquest nom femení originari de les Illes Balears que fa refèrencia a compartir la vida amb els amics i divertir-se, uneix dues veus de gran personalitat per acostar el folklore català a l'escena musical d'avui dia. Acompanyades per Paula Vegas als teclats i els sintetitzadors, Vic Moliner al baix i Juan Rodríguez a la bateria i percussió, es tracta d'una proposta únic que enllaça tradició i modernitat, i experimenta amb les cançons dels avis per convertir-les en peces ballables i actuals.[16][17]
- 2022-2020. Hostal Càntut. Antigament, els hostals i les tavernes havien estat espais exclusius per cantar. L'Hostal Càntut és una reinterpretació d'aquella vella pràctica, que recull el millor del passat i l'actualitza al segle XXI. Fins a dia d'avui s'han celebrat dues edicions a la terrassa del Restaurant Can Selvatà de Cornellà del Terri, els mesos de juliol de 2020 i 2021. Un sopar per cantar, amb artistes que no ofereixen el seu format habitual de concert, sinó peces populars i tradicionals combinades amb el seu propi repertori en format acústic. Hi han participat diversos artistes com Germà Negre, Carles Belda i Joan Garriga, membres de Roba Estesa, Quico el Célio, el Noi i el Mut de Ferreries, Les Anxovetes o El Pony Pisador, entre d'altres.[18]
- 2023. Udolç, d'Alba Careta i Henrio. La trompetista i cantant de jazz Alba Careta i el cantautor i productor Henrio s'uneixen en el tercer treball discogràfic de la col·lecció del Càntut. Cançons de tradició oral. El repertori consta de 12 cançons de bressol reinterpretades amb arranjaments delicats de collita pròpia i també de quatre poemes d’Enric Casasses recitats per ell mateix, ambientats en el món de la nit, del son i dels somnis. Tant el disc com l’espectacle en directe compta amb la producció i les guitarres de Santi Careta, que hi aporta un acompanyament musical i personal per actualitzar les melodies menys conegudes (que només es troben al cançoner del Càntut) i també tonades que la majoria coneix com El Noi de la Mare o Son son. A aquesta aliança, s'hi suma la direcció artística de l’espectacle de la companyia Hotel Iocandi, formada per Griselda Juncà i Tomeu Amer, Adrià Serrano al so i Irene Ferrer a les llums.
- 2024. Exposició Cantàvem, cantem i... cantarem! , una coproducció de Càntut amb la col·laboració del Departament de Cultura de la Generalitat de Catalunya. Aquesta exposició posa de manifest la necessitat humana i natural que és cantar, així com la importància de la preservació i difusió de les cançons de transmissió oral. Es divideix en tres àmbits: "Cantar abans vs. cantar ara"; "Càntut. Cançons de tradició oral", on s'exploren les tres branques del projecte: arxiu, festival i produccions; i, finalment, "I ara què fem?", en què es donen diverses claus del que podem fer entre tots per revaloritzar el fet de cantar, i s'ofereix un espai en el qual els visitants poden esdevenir caçadors de cançons i col·laborar amb l’arxiu del Càntut, enregistrant les cançons tradicionals que han après per transmissió oral. Una mostra audiovisual que s'ha inaugurat a Cassà de la Selva i que durant els dos pròxims anys itinerarà arreu del país, amb un programa de dinamitzacions per seguir difonent i recopilant un llegat que ens arrela a un territori i una cultura.